# Alysia intermedia
Alysia intermedia är en stekelart som beskrevs av Robert A.Wharton 1988. Alysia intermedia ingår i släktet Alysia och familjen bracksteklar. Inga underarter finns listade i Catalogue of Life.